# 马耳他 (纽约州)

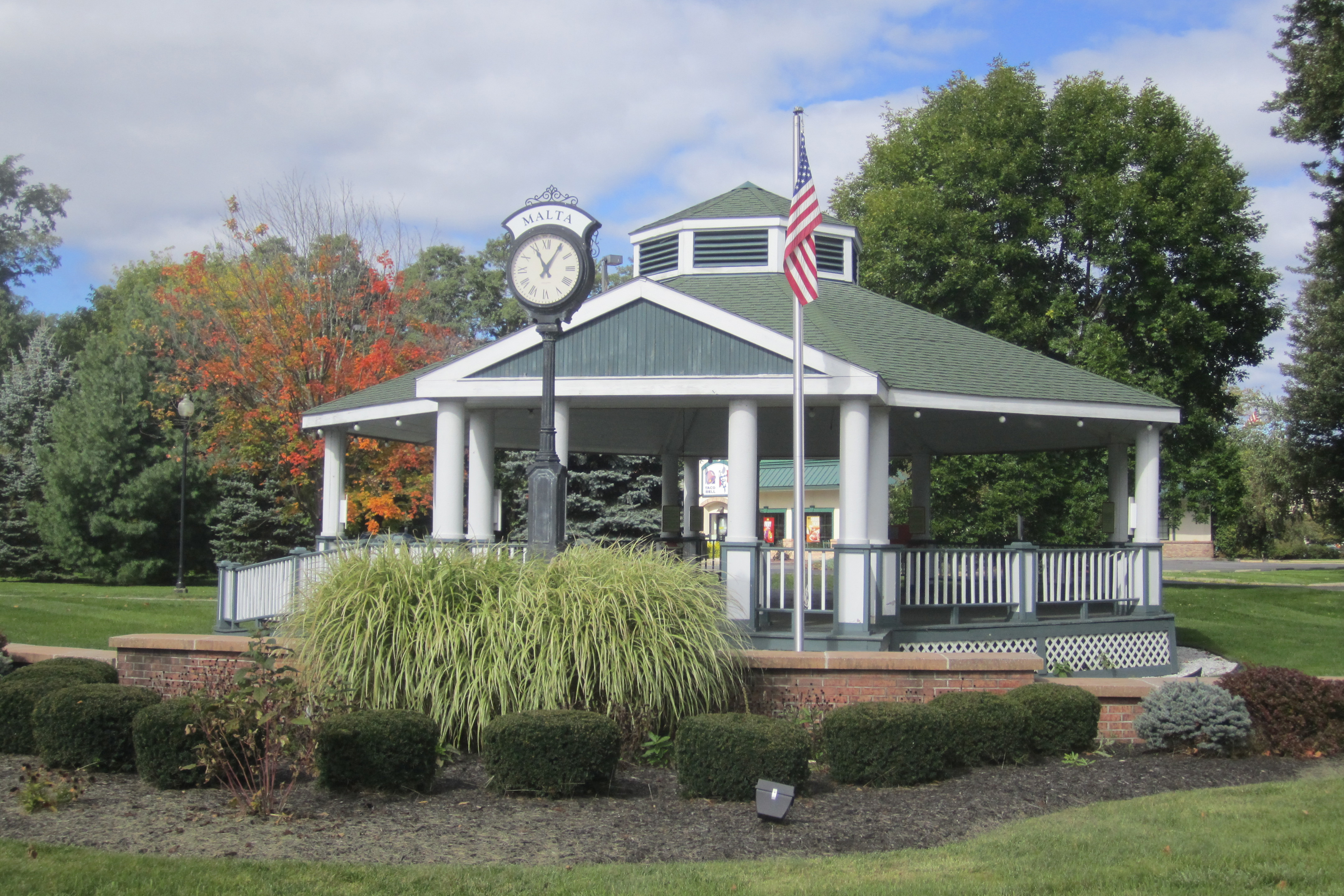
美国9号公路和纽约州67号公路拐角处的“马耳他角”

马耳他（英語：Malta）為美国纽约州薩拉托加縣的一座鎮。根據2010年美國人口普查，此城鎮人口有13,005人。

## 公司
- State Farm Operations Center
- 格羅方德八厂[1]